# Фендрик
Фе́ндрик (фендрих, фенрих; от нем. Fähnrich знаменщик) — чин или воинское звание в вооружённых силах некоторых государств.
Примерно соответствует воинскому званию младшего лейтенанта или лейтенанта Вооружённых сил России, подпоручика, прапорщика, корнета, хорунжего, мичмана Русских вооружённых сил и Войска польского, секунд-лейтенант, энсин, китайскому званию — шао вэй (少尉), арабскому званию — мулазим, и так далее. Является первичным офицерским званием, и присваивается по окончании академии, военного училища, курсов и так далее.

## Россия
В Российской империи этот военный чин XIV класса в пехоте, артиллерии и инженерных войсках и XII класса в гвардии введён «Табелью о рангах» 1722 года взамен чина прапорщика. Фактически этот чин употреблялся только в гвардии и в армейских частях, расположенных рядом со столичным Санкт-Петербургом, по преимуществу в пехоте. В обязанности фендрика входило ношение ротного знамени, его защита в бою, попечение о больных и раненных солдатах; в случаях выбытия из строя вышестоящих офицеров, могли принять на себя командование взводом или ротой.
По «Табели о рангах» фендрик стоял ниже унтер-лейтенанта (подпоручика) и выше унтер-офицеров, в том числе сержанта и подпрапорщика. Этот чин давал его обладателю дворянское достоинство. Титуловался «Ваше благородие». Ликвидирован в связи с царским указом, от 14 июля 1731 года, о восстановлении чина прапорщика.

## Германская империя
В армии Германской империи фенрих был кандидатом в офицеры. Лучшие выпускники Королевского кадетского корпуса после дополнительного года обучения сдавали офицерский экзамен и направлялись в войска в звании фенриха уровня вице-фельдфебеля. Они получали звание лейтенанта (с согласия собрания офицеров полка), как только в полку открывалось вакантное место лейтенанта. Остальные выпускники Королевского кадетского корпуса сдавали экзамен на фенриха и поступали на военную службу в воинские части в чине фенриха уровня сержанта. Одновременно со службой они были обязаны пройти годичный курс обучения в военной школе. Через 5 месяцев их уровень фенрихов повышался до вице-фельдфебеля. Через 6 месяцев они получали право на сдачу офицерского экзамена, после успешной сдачи которого офицерское собрание полка выносило своё заключение о том, достоин ли фенрих присвоения офицерского звания или нет. Достойные получали звание лейтенанта, как только в полку открывалось вакантное место лейтенанта, а недостойные увольнялись в резерв.
Молодые люди со средним образованием, не оканчивавшие кадетского корпуса, также могли сдать экзамен на фенриха и после этого зачислялись на службу в звании фаненюнкера, что приравнивалось к званию рядового солдата. После 6 месяцев службы фаненюнкеру присваивалось звание фенриха уровня сержанта. Одновременно со службой фенрихи были обязаны пройти годичный курс обучения в военной школе (кроме тех, которые до поступления на военную службу проучились минимум год в высшем учебном заведении). Через 5 месяцев уровень фенрихов повышался до вице-фельдфебеля. Ещё через 6 месяцев они получали право на сдачу офицерского экзамена, после успешной сдачи которого офицерское собрание полка выносило своё заключение о том, достоин ли фенрих присвоения офицерского звания или нет. Достойные получали звание лейтенанта, как только в полку открывалось вакантное место лейтенанта, а недостойные увольнялись в резерв.

## Германская Демократическая Республика
В Вооружённых силах ГДР (Национальная народная армия) существовал целый институт фенрихов, где помимо звания фенрих (Fähnrich) существовали оберфенрих (Oberfähnrich), штабсфенрих (Stabsfähnrich), штабсоберфенрих (Stabsoberfähnrich), а также курсант школы фенрихов (Fähnrichschüler).
- Курсант школы фенрихов (Fähnrichschüler)
ВВС 1 и 2-го года обучения
- Фенрих
(Fähnrich)
погранвойск
- Оберфенрих (Oberfähnrich)
воздушно-десантных войск
- Штабсфенрих (Stabsfähnrich)
инженерных войск
- Штабсоберфенрих (Stabsoberfähnrich)
Фольксмарине

## Федеративная Республика Германия
В вооружённых силах ФРГ (Бундесвер) широко применялось звание Фенрих для военнослужащих, готовящихся к службе в качестве офицера. С 1956 года в Хеер и Люфтваффе Бундесвера существуют три звания: Старший фенрих (нем. Oberfähnrich), Фенрих (Fähnrich) и Фанен-юнкер (Fahnenjunker). Звание сержанта плюс шпагат серебряного цвета обозначают прохождение службы «офицер-курсант».
Во флоте имеются звания Старший фенрих-цур-зэе (Oberfähnrich zur See), Фенрих-цур-зэе (Fähnrich zur See) и зэе-кадет (Seekadett).
 Знаки различия военнослужащих, готовящихся к службе в качестве офицера Бундесвера:
| от 1956 г.     |                               |                               |                   |                            |                                     |                                     |                                     |                                           |                                   |                       |                       |
| -------------- | ----------------------------- | ----------------------------- | ----------------- | -------------------------- | ----------------------------------- | ----------------------------------- | ----------------------------------- | ----------------------------------------- | --------------------------------- | --------------------- | --------------------- |
|                |                               |                               |                   |                            |                                     |                                     |                                     |                                           |                                   |                       |                       |
| Знак различия  | Старший фенрих (Oberfähnrich) | Старший фенрих (Oberfähnrich) | Фенрих (Fähnrich) | Фанен-юнкер (Fahnenjunker) | Ст. фенрих (Oberfähnrich)           | Фенрих (Fähnrich)                   | Фанен-юнкер (Fahnenjunker)          | Ст. фенрих-цур-зэе (Oberfähnrich zur See) | Фенрих-цур-зэе (Fähnrich zur See) | Зэе-кадет (Seekadett) | Зэе-кадет (Seekadett) |
| Код ранга НАТО | (OР-7)                        | (OР-7)                        | (OP-6)            | (OР-5)                     | (OР-7)                              | (OР-6)                              | (OР-5)                              | (OР-7)                                    | (OР-6)                            | (OР-5)                | (OР-5)                |
|                |                               |                               |                   |                            |                                     |                                     |                                     |                                           |                                   |                       |                       |
| NATO           | Cadet sergeant                | Cadet sergeant                | Cadet sergeant    | Cadet sergeant             |                                     |                                     |                                     | en:Midshipman                             | en:Midshipman                     | en:Midshipman         | en:Midshipman         |
| USAF           |                               |                               |                   |                            | Aviation cadet тоже Warrant officer | Aviation cadet тоже Warrant officer | Aviation cadet тоже Warrant officer |                                           |                                   |                       |                       |
| RAF            |                               |                               |                   |                            | en:Acting pilot officer             | en:Acting pilot officer             | en:Acting pilot officer             |                                           |                                   |                       |                       |

## Норвегия
В Вооружённых силах Норвегии звание называется фенрик (fændrik) и соответствует званию секунд-лейтенант (второй лейтенант). Является самый младшим воинским званием для командующего офицера. Фенриками, как правило, становятся бывшие опытные сержанты, но, чтобы стать фенриком, нужно пройти соответствующее обучение и подготовку в военной академии. Для того, чтобы претендовать на учёбу в военной академии, фенрики обязаны минимум 6 месяцев прослужить в международных миссиях, до или после окончания школы. Фенрики выполняют обязанности заместителя командира взвода (замкомвзвод). Большинство фенриков окончили военные академии, и являются полностью подготовленными офицерами.
- Погон фенрика СВ ВС Норвегии.
- Погон фенрика ВВС ВС Норвегии.